# 海拉尔棘豆
海拉尔棘豆（学名：Oxytropis hailarensis），为豆科棘豆属下的一个植物种。主要分布于中国内蒙古呼伦贝尔盟海拉尔西山、满洲里北山、新巴尔虎右旗和左旗及锡林郭勒盟；朝鲜。
其种加词hailarensis ，意为“海拉尔的”。